# 7.º governo republicano (Portugal)
O 7.º governo da Primeira República Portuguesa, nomeado a 23 de junho de 1914 e exonerado a 12 de dezembro de 1914, foi liderado por Bernardino Machado, sendo o segundo governo consecutivo liderado pelo futuro presidente da República.
A sua constituição era a seguinte:
| Cargo                              | Detentor | Detentor                                      | Período                                        |
| ---------------------------------- | -------- | --------------------------------------------- | ---------------------------------------------- |
| Presidente do Ministério           |          | Bernardino Machado (1851–1944)                | 23 de junho de 1914 a 12 de dezembro de 1914   |
| Ministro do Interior               |          | Bernardino Machado (1851–1944)                | 23 de junho de 1914 a 12 de dezembro de 1914   |
| Ministro da Justiça                |          | Bernardino Machado (interino) (1851–1944)     | 23 de junho de 1914 a 22 de julho de 1914      |
| Ministro da Justiça                |          | Eduardo de Sousa Monteiro (1864–1965)         | 22 de julho de 1914 a 1 de dezembro de 1914    |
| Ministro da Justiça e dos Cultos   |          | Eduardo de Sousa Monteiro (1864–1965)         | 1 de dezembro de 1914 a 12 de dezembro de 1914 |
| Ministro das Finanças              |          | António dos Santos Lucas (1866–1939)          | 23 de junho de 1914 a 12 de dezembro de 1914   |
| Ministro da Guerra                 |          | António Pereira de Eça (1852–1917)            | 23 de junho de 1914 a 12 de dezembro de 1914   |
| Ministro da Marinha                |          | Augusto Eduardo Neuparth (1859–1925)          | 23 de junho de 1914 a 12 de dezembro de 1914   |
| Ministro dos Negócios Estrangeiros |          | Alfredo Augusto Freire de Andrade (1859–1929) | 23 de junho de 1914 a 12 de dezembro de 1914   |
| Ministro do Fomento                |          | João Maria de Almeida Lima (1859–1930)        | 23 de junho de 1914 a 12 de dezembro de 1914   |
| Ministro das Colónias              |          | Alfredo Augusto Lisboa de Lima (1866–1935)    | 23 de junho de 1914 a 12 de dezembro de 1914   |
| Ministro da Instrução Pública      |          | José Sobral Cid (1877–1941)                   | 23 de junho de 1914 a 12 de dezembro de 1914   |